# 1826年逝世人物列表
下面是1826年逝世的知名人士列表。
1826年逝世人物列表：1月 - 2月 - 3月 - 4月 - 5月 - 6月 - 7月 - 8月 - 9月 - 10月 - 11月 - 12月

## 1月

### 3日
- 瑪麗·勒馬森·勒·戈爾夫特，法國博物學家
- 路易-加布里埃爾·蘇切特，法國元帥

### 4日
- 尼古拉斯·福斯，瑞士數學家

### 6日
- 約翰·法里，英國地質學家

### 10日
- 克利斯蒂安·特勞戈特·科赫，德國律師和政治家
- 克裡斯托夫·弗里德里希·倫策爾，希爾德斯海姆商人

### 12日
- 派翠克·法雷利，美國政治家

### 13日
- 小約翰·布萊克，美國政治家
- 約翰·卡斯帕·卡徹，德國商人

### 15日
- 約翰·格奧爾格·蓋斯埃爾佈雷希特，德國木偶師和木偶劇院經營者
- 尼古拉·彼得羅維奇·魯緬采夫，俄羅斯總理

### 16日
- 林德利·默里，美國律師、商人和語法學家
- 約翰·魯道夫·蘇特邁斯特，美國詩人

### 17日
- 胡安·克里索斯托莫·阿里亚加，西班牙作曲家
- 安東·阿特姆斯，奧地利少將
- 卡羅琳·阿德爾海德·科妮莉亞·馮·鮑迪辛，德國作家
- 西奧多·古爾丁，美國政治家

### 20日
- 威廉·海因里希·馮·萊佩爾，莊園主
- 約翰·戈特弗里德·佩特裡克，德國新教神職人員
- 斯坦尼斯瓦夫·斯塔西奇，波蘭作家、公關人員、政治家和牧師

### 21日
- 朱塞佩·豐塔納，義大利羅馬天主教神父，西多會修道院院長和院長
- 約翰·格奧爾格·沃格爾，德國新教神職人員和養蜂人

### 23日
- 亞伯拉罕·伍德赫爾，美國獨立戰爭期間的愛國者間諜

### 24日
- 亨利·錢伯斯，美國政治家
- 克利斯蒂安·莫林格，德國製表師
- 湯瑪斯·威爾遜，美國政治家

### 25日
- 約瑟夫·博茲，法國洛可哥時期的肖像畫家

### 26日
- 卡爾·利奧波德·馮·貝爾德布施，政治家
- 克利斯蒂安·戈特洛布·圖貝，德國新教神學家和神秘主義者

### 27日
- 本傑明·史密斯，美國政治家，北卡羅來納州州長

### 28日
- 古斯塔夫·馮·佩庫爾，瑞典博物學家

### 30日
- 揚·沃爾特斯·范·德·波爾，法蘭西帝國伯爵;蘇里南律師事務所所長;阿姆斯特丹市長
- 費奧多爾·瓦西裡耶維奇·羅斯托普欽，俄羅斯將軍兼部長

## 2月

### 2日
- 讓·安泰爾姆·布里拉特-薩瓦林，法國作家和美食評論家

### 3日
- 卡爾·戈特利布·馮·謝佩，普魯士少將，第37步兵團，諾伊多夫世襲領主（Kr.

### 4日
- 海因里希·卡爾·羅森斯蒂爾，法國外交官

### 6日
- 伊曼紐爾·大衛·莫查特，德國新教神學家
- Wilhelm zu Stolberg-Roßla，斯托爾貝格-羅斯拉縣攝政王

### 7日
- 湯瑪斯·托德，美國律師

### 8日
- 雅克·尼古拉斯·貝拉維納，法國將軍
- 弗朗西斯·金洛克，美國政治家
- 阿夫拉姆·姆拉佐維奇，塞爾維亞科學家、作家和學校督學

### 14日
- 約翰內斯·丹尼爾·福爾克，德國神學家和作家
- 邁耶·西蒙·韋爾，德國拉比和達揚

### 15日
- 西皮奧內·佈雷斯拉克，義大利地質學家
- 約瑟夫·旺頓·莫裡森，英國士兵
- 約翰·戈特洛布·弗里德里希·曾克，普魯士公務員

### 16日
- 伯納德·喬治·弗朗索瓦·弗雷爾，法國步兵將軍
- 約翰·戈特弗里德·詹茨奇，德國風景畫家、製圖員和雕刻師
- 瑪拉基亞斯·施梅格，奧地利西多會修道士和利林費爾德的住持

### 17日
- 約翰·曼納斯-薩頓，英國政治家
- 薩達烏斯·達姆，哈布斯格君主制時期的公務員
- 約翰·菲力浦·加布勒，新教神學家

### 18日
- 戈特爾夫·埃倫弗裡德·里希特，普魯士地主和公務員
- 路德維希·馮·陶巴德爾，普魯士地區行政長官

### 19日
- 克利斯蒂安·特魯赫塞斯·馮·韋茨豪森，黑森-卡塞爾衛隊少校，櫻桃種植者和貝滕堡圓桌會議的贊助者

### 20日
- 伊曼紐爾·馮·運河，波西米亞慈善家、植物學家、音樂家

### 21日
- 約翰·凱，蘇格蘭漫畫家
- 迪特裡希·萊貝雷希特·馮·施蒙斯基，普魯士少將，第40步兵團團長

### 24日
- 科內利斯·埃卡瑪，荷蘭數學家、物理學家、天文學家和改革宗神學家

### 25日
- 彼得·路德維希·馮·德·帕倫，俄羅斯軍事總督兼外交部長
- 安娜·施拉特-伯內特，瑞士平信徒神學家和作家，復興運動的領袖

### 26日
- Franz Otto von Droste zu Vischering，天主教神學家和公關人員
- 喬治·利博爾·艾里希（Georg Libor Eyrich），德國羅馬天主教神學家
- 約翰·蓋拉德，美國政治家

## 3月

### 1日
- 弗里德里希·溫布倫納，德國建築師、城市規劃師和古典主義建築大師

### 2日
- 大衛·馮·斯普利特格伯，Jägermeister為普魯士的斐迪南親王服務

### 3日
- 斯潘的法蘭西斯，奧地利數學家和政治作家
- 約翰·巴蒂斯特·韋伯，德國西南部早期古典主義的建築大師

### 4日
- 雅各·霍普納，門諾派駐俄羅斯代表
- 奧古斯特·卡爾·威廉·魏森布魯赫，德國百科全書

### 5日
- 查理斯·保羅·蘭登，法國畫家和藝術評論家

### 7日
- 蒂勒曼·多蒂亞斯·維亞達，東弗里斯蘭歷史學家，東弗里斯蘭地區第一書記，東弗里西亞土地辛迪加

### 9日
- 彼得·耶茨，美國政治家

### 10日
- 若昂六世，來自布拉干薩家族的葡萄牙和巴西國王

### 13日
- 約翰·弗里德里希·克裡斯托夫·巴夫，德國新教神職人員
- 喬治·海因里希·諾登，德裔英國教育家和語言學家

### 14日
- 讓-巴蒂斯特·萊舍諾·德拉圖爾，法國植物學家和鳥類學家
- 克裡斯托弗·蘭金，美國政治家
- 塞巴斯蒂安·維特斯·施魯普夫，德國雕塑家和繪畫老師

### 15日
- 奧古斯特·馮·圖門，普魯士中將

### 16日
- 弗里德里希·奧古斯特·路德維希·尼采，德國神學家
- 彼得·塞利，美國商人、律師和政治家
- 老約翰·塞弗林（Johann Severin），德國神學家和語言學家

### 17日
- 斐迪南德·鮑爾，奧地利植物製圖員
- 喬治·法蘭茨·霍夫曼，德國植物學家
- 約瑟夫·馬克西米利安·奧索林斯基，波蘭-奧地利作家、藝術贊助人和政治家

### 18日
- 亞歷山大·麥克奈爾，美國政治家和密蘇里州第一任州長（1820-1824）

### 19日
- 約翰·洛倫茨·馮·舍茲勒，德國企業家和銀行家

### 20日
- 弗里德里希·諾爾廷（Friedrich Nölting），德國商人，漢薩同盟城市呂貝克市議員和市長
- 烏爾里希·馮·施利彭巴赫，德國-波羅的海詩人和作家

### 23日
- 恩斯特·戈特利布·本格爾，德國路德宗神學家
- 約翰·卡西諾內，德國公務員

### 24日
- 雅各·海貝爾，奧地利作曲家、歌手和合唱團指揮
- 馬蒂厄·德·蒙莫朗西-拉瓦爾，法國將軍、政治家、外交官和部長
- 恩斯特·穆勒（Ernst Müller），德國作家和私人學者
- 喬治·尼古拉斯·尼森，丹麥外交官和莫札特傳記作家

### 26日
- 撒母耳·榮格，瑞士政治家

### 27日
- 卡爾·路德維希·奧古斯特·馮·霍恩塔爾，撒克遜·阿姆肖普特曼（Saxon Amtshauptmann）和莊園主
- 卡爾·恩斯特·路德維希·馮·萊托，普魯士將軍
- 約翰·威廉·萊因哈特，德國政治家

### 28日
- 喬治·馮·多佩爾邁爾，德國醫生、玫瑰十字會教徒和俄羅斯民歌收藏家
- 讓-雅克·勒克（Jean-Jacques Lequeu），法國建築師
- 約翰·巴蒂斯特·佐貝爾，奧地利建築師

### 29日
- 克利斯蒂安·丹尼爾·安德森，德國律師和歷史學家
- 安東·科德爾，德國主教、大教堂教務長和特里爾教區副主教
- 卡爾·埃倫弗裡德·君特，德國教育家和校長
- 多梅尼科·皮諾，拿破崙服役的義大利將軍
- 約翰·海因里希·沃斯，德國詩人和經典翻譯家

## 4月

### 2日
- 約瑟夫·利奧波德·斯特裡克納，奧地利畫家和雕刻家

### 3日
- 弗朗茨·戈特哈德·霍維茨，丹麥醫生和大學講師
- 約翰·大衛·尼古拉，德國新教牧師，不來梅參議員

### 5日
- 皮爾龐特·愛德華茲，美國律師和政治家

### 7日
- 露西-瑪德琳·德斯坦，法國國王路易十五的情婦
- 魯道夫·雅尼施，德國福音派路德宗神職人員

### 8日
- 薩克森州的瑪麗亞·庫尼貢德，薩克森和波蘭公主，埃森和托倫修道院院長

### 9日
- 湯瑪斯·賓斯，美國政治家
- 約瑟夫·奧古斯特·馮·托林，巴伐利亞政治家和劇作家

### 10日
- Thaddäus Müller，瑞士神學家

### 11日
- 安东·瓦尔特，奧地利鋼琴製造商

### 12日
- 約翰·康拉德·霍爾紮克，瑞士牧師和教育家

### 13日
- 弗朗兹·但齐，德國作曲家、指揮家

### 14日
- Georg von Högelmüller，奧地利軍官，Brandschadensversicherungsanstalt的創始人

### 17日
- 阿諾德·舒巴克，德國教育家、錢幣收藏家、出版商和藝術贊助人

### 18日
- 保羅-法蘭索瓦·拉科斯特，法國神職人員、博物學家和地質學家

### 19日
- 約翰·格奧爾格·費爾丹，德國學校校長和語言學家

### 20日
- 雅各·考爾，美國政治家
- 齊格蒙特·沃格爾，波蘭畫家、製圖員和古典主義教育家

### 23日
- 約翰·格奧爾格·賴克特，柏林銀行董事
- 約翰·文岑茨·沃爾夫，德國牧師和歷史學家

### 25日
- 卡爾·路德維希·馮·普爾，德國軍事領導人

### 26日
- 本傑明·吉斯佈雷希特，德國神學家
- 露西亞·米利亞喬，第二位，那不勒斯-西西裡國王斐迪南一世的妻子
- 路德維希·迪翠希·卡爾·馮·施馬倫湖，普魯士少將

### 27日
- 埃利亞薩·弗萊克勒斯，拉比

### 28日
- 安德列亞斯·佐普里茨，黑森大公國成員

### 30日
- 海因里希·菲力浦·戈德哈根，德國律師和刑事總監
- 克利斯蒂安·菲力浦·斯圖姆，德國企業家和銀行家

## 5月

### 2日
- 揚·利普斯基，斯洛伐克製圖師和奧地利軍官
- 安東尼·瑪律切夫斯基，波蘭詩人

### 3日
- 約翰·格奧爾格·巴薩，德國建築師和梅克倫堡建築官員

### 4日
- 塞巴斯蒂安·金德蘭·奧雷根，西班牙駐古巴殖民總督

### 5日
- 約瑟夫·洛朗·德蒙特，具有瑞士血統的法國將軍和政治家

### 6日
- 讓-亨利·勒瓦塞爾，法國大提琴家和作曲家
- 羅莎莉·勒瓦瑟，法國女高音和歌劇演唱家

### 7日
- 索菲·哈格曼，瑞典芭蕾舞演員，皇室情婦

### 11日
- 丹尼爾·拉平，美國政治家
- 斯坦尼斯勞·桑塞韋里諾，那不勒斯紅衣主教

### 12日
- 海倫娜·范登布魯克，嘉布遣會修女，德國和法國的特拉普修女和女修道院長

### 13日
- 克里斯蒂安·克蘭普，法國數學家
- 約翰·巴蒂斯特·馮·斯皮克斯，德國科學家

### 15日
- 約翰·安德列亞斯·瑙曼，德國鳥類學家

### 16日
- 伊丽莎白·阿列克谢耶芙娜，俄羅斯亞歷山大一世的配偶
- 約瑟夫·霍爾特，1798 年愛爾蘭聯合叛軍將軍
- 克利斯蒂安·弗裡德里希·里希特，德國醫生
- 馬庫斯·馮·斯泰滕，慕尼克警察局局長

### 17日
- 奧古斯特·阿道夫·馮·亨寧斯，丹麥-石勒蘇益格-荷爾斯泰因 啟蒙時期的政治家、公關人員和作家

### 18日
- 卡爾·克利斯蒂安·戈特洛布·斯特姆，德國經濟學家和農業教授

### 21日
- 喬治·弗里德里希·馮·賴興巴赫，德國發明家和工程師
- 尼古拉斯·范（Nicholas Van Jr.），美國律師和政治家

### 24日
- 弗裡德里希·恩斯特·費斯卡，德國作曲家

### 25日
- 阿瑪琳德拉，泰國王后，拉瑪一世國王的妻子
- 克利斯蒂安·弗裡德里希·魯普，德國音樂家、作曲家
- 弗朗茨·康拉德·約瑟夫·特魯赫塞斯·馮·萊茵費爾登，德國貴族

### 27日
- 亞當·戈特利布·朗格，德國新教神職人員

### 29日
- 威廉·雅各·賈格維茨，普魯士公務員
- 路德維希·克恩，德國公務員

### 30日
- 約翰·比蒂，美國政治家
- 安德列·科因德雷，法國羅馬天主教神父和聖心教堂的創始人
- 加埃塔諾·喬亞，義大利舞蹈家和編舞家
- 康拉德·泰羅夫，紋章學家、雕刻師和出版商
- 派特雷的日爾曼諾斯，派特雷希臘東正教教堂的大都會

## 6月

### 1日
- 约翰·弗里德里希·欧柏林，新教牧師和社會先驅

### 3日
- 尼古拉·米哈伊洛维奇·卡拉姆津，俄羅斯作家

### 6月5日
- 卡尔·马利亚·冯·韦伯，德國作曲家

### 7日
- 约瑟夫·冯·夫琅和费，德國物理學家

### 9日
- 約翰·卡斯帕·弗里德里希·曼索，德國語言學家
- 傑迪迪亞·莫爾斯，美國加爾文主義神職人員和地理學家
- 路德維希·施耐德，德國公務員

### 13日
- 約翰·雅各·羅斯，巴伐利亞政治家和農民
- 恩斯特·弗裡德里希·雷德，德國新教神學家、自然科學家、數學家和物理學家

### 14日
- 克利斯蒂安·奧古斯特·馮·韋迪格，德國軍官和不來梅營指揮官

### 15日
- 菲力浦·貝尼修斯·邁爾，奧地利天主教神學家，僕人教團蒂羅爾省的神學家
- 奧古斯特·弗裡德里希·威廉·魯道夫，德國教育家

### 17日
- 亨利·卡特雷特，第一代卡特雷特男爵，英國貴族和政治家
- 約翰·克裡斯托夫·古比茨，德國排版藝術家、排版師和模切師

### 18日
- 喬治·弗里德里希·卡爾，瓦爾德克-林普爾格伯爵，符騰堡海爾布隆和斯圖加特法警

### 20日
- 米格爾·何塞·德·阿讚扎，西班牙新西班牙總督

### 22日
- 卡爾·弗裡德里希·馮·賈裡格斯，德國律師、作家和翻譯家

### 26日
- 戈特弗里德·尤爾，德國戲劇演員、歌手（低音提琴）、喜劇演員和藝術總監
- 皮埃爾-愛德華·萊蒙泰，法國作家

### 27日
- 費倫茨·約瑟夫·科哈裡，匈牙利王子
- 納塔內爾·科斯特林（Nathanael Köstlin），德國新教神學家和名譽主教

### 28日
- 亞歷克修斯·約翰，德國神職人員、作曲家和製表師
- 弗裡德里希·奧古斯特·馬歇爾·馮·比伯斯坦，德國植物學家和探險家
- 康拉德·戈特利布·里貝克，德國神學家（新教徒）和柏林第一位榮譽市民

### 30日
- 馬特烏斯·格奧爾格·馮·錢德爾，施派爾主教（1818年–1826年）
- 弗裡德里希·埃伯哈德·拉姆巴赫，德國語言學家和作家

## 7月

### 2日
- 約翰·格哈德·舍維爾，德國企業家

### 4日
- 约翰·亚当斯，90歲，美國第二任總統[1]
- 托马斯·杰斐逊，83歲，美國第三任總統
- 格裡戈里·弗拉基米羅維奇·奧爾洛夫，俄羅斯政治家和學者

### 5日
- 约瑟夫·普鲁斯特，法國化學家
- 斯坦福·莱佛士，英國殖民地總督，新加坡創始人
- 卡爾·弗里德里希·施陶德林，德國新教神學家

### 7日
- 弗里德里希·路德維希·杜隆，德國長笛演奏家和作曲家

### 8日
- 威廉·勒佈雷希特·馮·鮑姆巴赫，官員，宮廷官員，地主，黑森騎士團創始人的首領
- 戈特利布·馮·埃爾哈特，德國醫生
- 路德·马丁，反對批准美國憲法的美國政治家

### 9日
- 夏洛特·馮·席勒，弗里德里希·席勒的妻子

### 10日
- 卡爾·奧古斯特·約瑟夫·弗裡德里希·馮·博斯，撒克遜少將，後來的普魯士中將
- 克勞斯·馮·德·德肯，漢諾威國務和內閣大臣

### 11日
- 約翰·喬治·戈特利布·肖克，德國園林建築師和檢查員
- 卡爾·伯恩哈德·韋瑟利，德國作曲家

### 16日
- 卡爾·安東·迪翠希，巴伐利亞釀酒商、地主和政治家

### 17日
- 約瑟夫·格雷茨，德國管風琴家、作曲家和音樂教師
- 威廉·路德維希·馮·西多，普魯士公務員和政治家

### 18日
- 以撒·謝爾比，美國政治家、肯塔基州州長和軍官

### 20日
- 卡爾·奧古斯特·烏爾里希，普魯士功能變數名租戶

### 22日
- 朱塞佩·皮亞齊，義大利天文學家、數學家和神學家

### 23日
- 約翰·內波穆克·哈勒，奧地利雕塑家

### 24日
- 阿部正精，日本江戶時期人物
- 理查·克拉夫·安德森，美國政治家

### 25日
- 米哈伊爾·巴甫洛維奇·貝斯圖熱夫-柳明，俄國革命家和十二月黨人起義領袖
- 克萊門斯-奧古斯特二世·馮·德羅斯特·祖·胡爾肖夫，德國地主
- 彼得·格裡戈里耶維奇·卡霍夫斯基，俄羅斯軍官和革命家
- 謝爾蓋·穆拉維約夫·阿波斯托爾，十二月黨人起義的俄羅斯領導人
- 帕維爾·伊萬諾維奇·佩斯特爾，俄羅斯十二月黨人
- 心以色列魯爾，德國全科醫生
- 康德拉蒂·費奧多羅維奇·雷列夫，俄羅斯詩人和十二月黨人

### 26日
- 詹姆斯·溫徹斯特，美國將軍和政治家
- 卡爾·威廉·霍彭斯泰特，德國法學家和大學講師，漢諾威王國副國務卿

### 27日
- 卡爾·弗里德里希·巴迪利，德國軍事和行政官員

### 29日
- 漢斯·德特勒夫·馮·哈默斯坦，奧爾登堡和漢諾威的政治家

### 30日
- 裘莉·紮克，德累斯頓宮廷劇院的德國女演員和歌手

### 31日
- 卡爾·伊貝爾，拿騷法警

## 8月

### 1日
- Gratien Le Père，法國國立橋與學校前身的高級工程師

### 2日
- 喬治·芬奇，第九代溫奇爾西伯爵，英國政治家，英國板球運動員

### 4日
- 欣里希·布拉倫，北弗里斯蘭船長、航海教練和作家

### 5日
- 卡爾·戈特利布·格洛克納，德國新教神學家，碩士學位和山上傳教士

### 7日
- 弗里德里希·阿道夫·海恩，德國私人學者和植物學家

### 9日
- 約翰·約阿希姆·佩茨，德國醫生

### 10日
- 奧古斯特·舒曼，德國書商和出版商

### 13日
- 拉斐爾·巴羅埃塔·卡斯蒂利亞，中美洲總統
- 詹姆斯·詹森，美國政治家
- 勒内·拉埃内克，法國醫生

### 14日
- 弗里德里希·卡爾·布魯姆，德國公務員

### 15日
- 漢娜·托特，丹麥馬戲團藝術家、經理
- 弗朗茨·丁嫩達爾，魯爾區第一台蒸汽機的設計者

### 19日
- 約瑟夫·麥克爾文，美國政治家

### 22日
- 弗朗茨·馮·科勒，奧地利將軍

### 24日
- 約翰娜·安蒂達·圖雷特，法國創始人和聖人

### 25日
- 羅伯特·普賴爾·亨利，美國政治家

### 26日
- 喬治·威廉·卡爾，選舉黑森州法院律師和哈瑙市市長
- 沃勒·泰勒，美國政治家
- 羅亞爾·泰勒，美國律師和劇作家

### 28日
- 路德維希·海勒，德國古典語言學家
- 約瑟夫·扎伊切克，波蘭將軍和政治家

### 30日
- 伯恩哈德·約阿希姆·馮·比洛，梅克倫堡外交官和上元帥
- 蘇珊娜·杜維利爾，法裔美國芭蕾舞演員、啞劇演員和編舞家
- 西奧多·茨韋特勒，奧地利本篤會僧侶和作曲家

## 9月

### 2日
- 蜜雪兒·雷諾爾德，市長

### 4日
- 羅伯特·吉福德，第一代吉福德男爵，英國律師和政治家

### 7日
- 查理斯·奧克利，第一代男爵，英國殖民地總督
- 羅伯特·賴特，美國政治家

### 8日
- 愛德華·傑克遜，美國政治家

### 9日
- 弗裡德里希·德意志曼，奧地利發明家、管風琴製造商、鋼琴製造商

### 11日
- 海因里希·路德維希·格奧爾格·馮·諾貝爾斯多夫，普魯士少將

### 12日
- 伊利法萊特·皮爾遜，美國教育家

### 13日
- 雅各·胡布納，德國昆蟲學家

### 14日
- 約翰·雅各·帕爾姆，德國書商和教師

### 17日
- 費利西亞諾·安東尼奧·奇克拉納，阿根廷政治家

### 18日
- 弗里德里希·路德維希·恩格爾肯，新教神學家，波美拉尼亞總督和主教
- 阿爾弗雷德·海德洛夫，德國畫家
- 威廉·彭寧頓，美國律師和政治家

### 19日
- 約翰·康拉德·席德，德國牧師和作家

### 21日
- 喬治·戈特利布·古爾德納普費爾，耶拿大學德國教授。

### 22日
- 約翰·彼得·赫貝爾，德國詩人、新教神學家和教育家
- 邁克爾·安東·佩特納，奧地利耶穌會士，後來擔任拉布大教務長和諾維名義主教

### 24日
- 弗里德里希·哈伯科恩，德國歌手、演員和戲劇導演

### 25日
- 喬瓦尼·巴蒂斯塔·布羅基，義大利博物學家、旅行家和詩人
- 弗里德里克·馮·巴登，瑞典女王

### 26日
- 卡爾·約瑟夫·馮·克拉姆-馬丁尼克，奧地利張伯倫
- 浸信會約翰，德國牧師和鍾錶匠
- 亞歷山大·戈登·萊恩，蘇格蘭探險家

### 27日
- 尼古拉斯·卡爾·莫利托，德國醫生和大學講師
- 弗朗茨·澤維爾·馮·莫沙姆，德國攝影師和大學講師

### 28日
- Franz Eugen von Seida und Landensberg，德國歷史學家和圖形藝術家
- 迪特裡希·尼古拉斯·溫克爾，德荷發明家

### 29日
- 卡爾·恩斯特·馮·格拉文羅伊特，德國政治家和外交官

### 30日
- 克拉拉·安舍爾，德國作家和女演員

## 10月

### 1日
- 恩斯特·克裡斯托夫·海勒，德國製造商和當地政治家
- 約阿希姆·戈特弗裡德·威廉·謝勒，德國作家

### 3日
- 延斯·伊曼紐爾·巴格森，丹麥作家

### 5日
- 安東尼奧·阿爾迪尼，拿破崙戰爭時期的義大利政治家

### 6日
- 約翰·伯恩哈德·克雷，德國新教神學家和歷史學家

### 7日
- 約翰·丹尼爾·拉瓦茨，德國商人和社會改革家

### 8日
- 弗里德里希·克虜伯，德國商人
- 瑪麗-吉列明·貝諾伊斯特，法國畫家

### 9日
- 邁克爾·凱利，愛爾蘭演員、男高音、作曲家和劇院經理
- 查理斯·米爾斯，英國歷史學家

### 10日
- 費利克斯·貝倫格·德·瑪律奎納，西班牙菲律賓總督和新西班牙總督

### 11日
- 約翰·安東·海因里希·諾伊姆克，德國公務員和市長

### 13日
- 西裡洛·弗洛雷斯，瓜地馬拉省的政治家
- 路德維希·奧古斯特·馮·斯塔特海姆，普魯士軍官，最後一位步兵將軍

### 15日
- 約翰·克裡斯托夫·路德維希，德國市長和政治家

### 16日
- 約翰·海因里希·貝瑟，德國出版商
- 撒母耳·麥基，美國政治家
- 貝特霍爾德·羅特勒，聖布拉辛修道院的最後一位王子住持（1801-1806）和拉凡特山谷聖保羅修道院的住持（1809-1826）

### 17日
- 約瑟夫·勒菲爾，美國政治家

### 19日
- 安東尼奧·納瓦，義大利吉他手、作曲家和音樂教育家
- 弗朗索瓦-約瑟夫·塔爾馬，法國演員

### 20日
- 弗朗索瓦-安托萬·布瓦西·德·安格拉斯，法國大革命期間的政治家

### 22日
- 利奧波德·萊昂哈德·馮·圖恩和海恩斯坦，帕紹主教

### 24日
- 雅各·赫茨菲爾德，德國演員和戲劇導演
- 安·哈瑟爾汀·賈德森，美國傳教士

### 25日
- 漢斯·康拉德·馮·奧雷利，瑞士新教神職人員和大學講師
- 菲力浦·皮內爾，法國精神科醫生

### 28日
- 阿德里安·格雷奇，奧地利神父和神學家

### 31日
- 卡爾·戈特洛布，德國教育家和教科書作者
- Mathias 焊接，德國公務員、市議員和亞琛市長

## 11月

### 2日
- 尼古拉斯·尚邦·德·蒙托，巴黎市長

### 3日
- 克利斯蒂安·戈特利布·阿爾滕堡，德國醫生和當地歷史學家

### 5日
- 約翰·安德列亞斯·加特納，德國建築師
- 埃莉·哈萊維，法國猶太詩人和作家

### 8日
- 弗里德里希·馮·霍維爾，德國政治家

### 9日
- 雅克-亨利·邁斯特（Jacques-Henri Meister），德裔瑞士神學家、作家和記者
- 伯恩哈德·海因里希·奧弗伯格，德國神學家和教育家
- 法布里齊奧·圖裡奧齊，義大利天主教會紅衣主教

### 12日
- 安德列亞斯·萊卡姆，奧地利印刷商和出版商

### 14日
- 漢斯·阿道夫·戈登，德國醫生和作家

### 15日
- 卡羅琳·弗裡德里克·馮·伯格，侍女和沙龍

### 16日
- 約翰·亞當·戈特利布·金德，撒克遜律師

### 17日
- 卡羅琳·穆勒，丹麥歌劇歌手
- 路易絲·賴查特，德國歌手、作曲家、音樂教師

### 19日
- 喬爾·阿博特，美國政治家
- 斐迪南德·馮·博特默，德國行政律師和漢諾威總督

### 21日
- 漢斯·恩斯特·馮·格洛比格，德國法學家

### 22日
- 約翰·撒迦利亞·赫爾曼·哈恩，德國新教神職人員和讚美詩作家
- 帕維爾·馬謝克，捷克作曲家

### 23日
- 约翰·波得，德國天文學家

### 24日
- 克拉克·阿裨尔，英國醫生和博物學家

### 25日
- 亞伯拉罕·梅爾多拉，漢堡/阿爾托納公證人

### 26日
- 大衛·辛里希·施耐德，德國律師和昆蟲學家

### 28日
- 第一代黑斯廷斯侯爵弗朗西斯·羅頓-黑斯廷斯，英國將軍和印度總督

### 日期不詳
- 維克多·雨格斯，法國殖民地行政長官
- 弗朗西斯·懷特，美國政治家

## 12月

### 11日
- 奥地利的玛丽亚·莱奥波尔迪娜，葡萄牙佩德羅四世和巴西一世的配偶
- 弗裡德里希·格哈德·瓦爾，德國建築大師

### 12日
- 馬格努斯·弗雷德里克·布拉赫，瑞典伯爵

### 13日
- 路易絲·德·奧蒙·馬薩林（Louise d'Aumont Mazarin），摩納哥王妃

### 14日
- 康拉德·瑪律特-布倫，丹麥-法國地理學家

### 15日
- 赫爾穆特·迪翠希·馮·瑪律扎恩，普魯士皇家少將
- 加布里埃爾-洛朗·帕約（Gabriel-Laurent Paillou），法國神職人員和拉羅謝爾主教
- 雅各·普魯斯，拿騷政治家

### 16日
- 奧古斯特·克利斯蒂安·巴特爾斯，德國新教神學家
- 齊格弗裡德·奧古斯特·馬赫曼，德國作家和出版商

### 19日
- 約翰·洛倫茲·魯根達斯，德國歷史畫家和藝術出版商

### 20日
- 康斯坦特泰伯，美國政治家

### 21日
- 約翰·莫裡茨·海因里希·格裡克，德國高中教師和校長

### 26日
- 莫里茨·馮·弗裡斯，奧地利藝術贊助人和收藏家，銀行家
- 阿道夫·威廉·沙克·馮·斯塔費爾特，丹麥第一位浪漫主義詩人

### 28日
- 西蒙·莫里茨·馮·貝思曼，德國銀行家、外交官和慈善家

### 30日
- 弗里德里希·路德維希·安德列亞斯·雷格爾，德國神學家和學者
- 奧古斯特·恩斯特·馮·施泰根特施，德國和奧地利詩人、作家和外交官

### 31日
- 威廉·吉福德，英國詩人、翻譯家
- 弗朗索瓦·馬佐瓦（FrançoisMazois），法國建築師和考古學家

### 日期不詳
- 加埃塔諾·安德魯齊，義大利歌劇作曲家
- 朱利奧·卡佩尼亞，義大利教皇外交官和馬爾他最後一位審判官
- 威廉·葛籣，蘇格蘭詩人